# Nagui
Nagui Fam (14 de noviembre de 1961) es una personalidad de televisión y radio francés de origen egipcio de ascendencia egipcia e italiana. En su vida profesional, utiliza su primer nombre, Nagui.

## Carrera
Comenzó su carrera en 1987, en M6, y lo transfirieron a TF1 en 1989. Se hizo conocido a inicios de la década de 1990, por ser el conductor del programa de concursos: Que le meilleur gagne (Que el mejor gane), en La Cinq, que lo llevó a France 2, cadena que se unió en 1992. Su fama se ha caracterizado por el humor frenético en parte de la parodia: N'oubliez pas votre brosse à dents (No te olvides el cepillo de dientes) o por un tono mucho más relajado en el más serio de los programas , Que le meilleur gagne.
En 1993 fundó su propia productora, Air Productions, situado en la Plaine Saint-Denis, y creó un espectáculo musical de referencia Taratata, donde los artistas tocan "en vivo".
El programa se emitió en France 4 y en France 2, hasta 2012.[cita requerida]
En 1999, intentó asumir la difícil tarea de suceder a Philippe Gildas y Antoine de Caunes en el programa de Canal +, Nulle part ailleurs (En ninguna parte), un papel que ya había vencido Guillaume Durand. En 2001 regresó a France 2 a presentar un programa de juegos, Le Numéro Gagnant (Número ganador), Le coffre (El maletín) en 2003, el resurgimiento de Intervilles (Interciudades) durante el verano de 2004.[cita requerida]
A partir de 2006, es el anfitrión de un programa diario de juego llamado Tout le monde veut prendre sa place (Todos deben ponerse en su lugar) (el lugar de ser la del actual campeón en la serie), en France 2, el concepto, fue traído del productor del programa estadounidense Power of 10, Michael Davies.[cita requerida]
Además, desde diciembre de 2007, es el anfitrión, en horario de máxima audiencia, un espectáculo de juego musical diario: N'oubliez pas les paroles, que es la versión francesa de No te olvides de la canción.[cita requerida]
En la radio, después de coconducir el show de la mañana en Europe 2 (que más tarde se convirtió en Virgin Radio) con Manu en septiembre de 2006 a junio de 2008 que acogió Europe 1 hasta 2011 un programa llamado Décrochez le Soleil. (Dése el Sol).
En abril de 2010, una encuesta nacional llevada a cabo por strategies.fr lo colocó como el presentador de televisión número 1 de la nación, según sus índices de audiencia.[cita requerida]